# Tizi N'Tleta
Tizi N'Tleta là một đô thị thuộc tỉnh Tizi Ouzou, Algérie. Dân số thời điểm năm 2002 là 15.891 người.